# Idioma jupda
El  idioma jupda, hudpa o húpüd (autodenominación: [húpʔɨdn])/, pertenece a la familia makú-puinave, dentro de la cual integra el grupo Nadahup, junto con las lenguas de los Dâw (75% de cognados) y los Nadëb (50% de cognados). Registra tres dialectos: menaidã (oriental o abajeño), central y, poraidã (occidental o arribeño). Comparte el 90 por  ciento del vocabulario con la lengua de los Yuhupdeh, que habitan entre los ríos Tiquié, Taraira y Apaporis.

## Descripción lingüística
El jupda es una lengua aglutinante, en la que la composición con la raíz se hace con marcas posteriores o sufijos. Los sustantivos presentan marcas de aspecto, modalidad y caso (nominativo, acusativo, locativo, comitativo, instrumental, temporal, genitivo). 
La  clasificación es muy sensible al carácter humano, animado o inanimado de los nombres, que además pueden ser "subordinados" o "inalienables", cuando se mencionan únicamente ligados a un poseedor, como es el caso de los términos de parentesco o las partes del cuerpo de los animales o plantas, o "libres" si se pueden mencionar independientemente de otro nombre.
El orden de la oración es sujeto objeto verbo SOV, siendo flexible la ordenación entre el sujeto y el objeto, pero 
inmodificable la posición final del verbo.

## Fonología
El jupda registra los siguientes fonemas:

### Vocales
|         | Anteriores | Centrales | Posteriores |
| ------- | ---------- | --------- | ----------- |
| Cerrada | i ĩ        | ɨ ĩ       | u ũ         |
| Media   | e ẽ        | ə ə̃       | o õ         |
| Abierta | æ æ̃        | a ã       | ɔ ɔ̃         |

Son nueve vocales orales y nueve nasales. La anterior cerrada /i/ se realiza al final del morfema, como semivocal aproximante palatal [j].

### Consonantes
|                           | labial  | alveolar | palatal | velar   | glotal |
| obstruyentes sordas       | p       | t        | c (č)   | k       | ʔ (')  |
| obstruyentes sonoras      | b       | d        | ɟ (y)   | g       |        |
| obstruyentes glotalizadas | bʼ (pʼ) | dʼ (tʼ)  | ɟʼ (cʼ) | gʼ (kʼ) |        |
| fricativas sordas         |         |          | ç (yh)  |         | h      |
| aproximantes              | w       |          | j       |         |        |
| aproximantes glotalizadas | wʼ      |          | jʼ      |         |        |

Son 19 consonantes. Registra fenómenos de pre, post y nasalización. Las oclusivas sonoras b, d se prenasalizan al comienzo del morfema (mb, nd) y las mismas y la g se postnasalizan al final bm, dn, g ŋ y al lado de vocal nasal se realizan como nasales m, n, ŋ. la g solamente ocurre al final del morfema. Si una raíz o sílaba terminada en d, va seguida de otra comenzada por la misma consonante (d geminada), se unen para realizarse como vibrante ɾ. 
La oclusiva alveolar sonora palatal ɟ se realiza al final del morfema como prepalatalizada 
postnasalizada ydn. Al comienzo de la palabra se realiza como palatal presonorizada dy, en ambiente oral y como palatal nasal ɲ o prenasalizada ny.
Las consonantes glotalizadas, faringalizan la vocal siguiente (CʼVʕ). Las oclusivas glotalizadas ɟʼ, gʼ se ralizan sordas cʼ, kʼ al comienzo y al final del morfema; mientras que bʼ, dʼ, se realizan sordas pʼ, tʼ, al final del morfema y prenasalizadas mbʼ, ndʼ al comienzo. Al final de la palabra se realiza como la palatal alveolar ty.
La oclusiva palatal sorda /č/ al comienzo de la palabra, varía libremente con la fricativa palatal ʃ y a veces con la africada t͡s, o la palatal ty. Entre vocales č se puede realizar yty.
La fricativa palatal yh aparece únicamente al final del morfema y en contextos nasales se nasaliza. Antes de un sufijo comenzado por vocal, se gemina yh.hy. La geminación antes de los sufijos es una característica general de las consonantes.
Antes de vocal anterior (i, e, æ) la aproximante bilabial w se realiza como fricativa bilabial sonora β. En contexto nasal se realiza nasalizada.

### Tono
El idioma jupda tiene un sistema restringido de contraste tonal, en el cual las sílabas acentuadas registran un tonema ascendente y otro alto con un alófono descendente, y las no acentuadas un tono bajo por defecto. Una diferencia principal entre las lenguas jupda y yuhup es la inversión de los tonos en casi todos los morfemas, sin saberse por qué ocurrió este fenómeno (aunque coincide con la principal diferencia entre el idioma nukak y el kakwa o cacua).